# قبتان
قبتان قرية سوريّة تتبع إداريّاً لمحافظة حلب منطقة أعزاز ناحية أخترين، بلغ تعداد سكانها 846 نسمة حسب التعداد السكاني لعام 2004.